# Guard band

Une bande de garde (en anglais guard band) est une partie inutilisée du spectre électromagnétique entre deux bandes de fréquences qui permet d'éviter des interférences.
C'est une étroite bande de fréquence utilisée pour séparer deux bandes plus larges afin de s'assurer que l'on puisse transmettre simultanément dans les deux sans interférence. Il est utilisé dans le multiplexage par répartition en fréquence. On peut recourir à son utilisation pour les réseaux filaires ou sans fil.